# 派西
派西（法語：Paissy，法語發音：[pɛsi]）是法国上法蘭西大區埃纳省的一个市镇，属于拉昂区。

## 地理
派西（49°25'30"N, 3°42'5"E）面积7.08 平方千米，位于法国上法蘭西大區埃纳省，该省份为法国北部内陆省份，北起北部省，西接索姆省和瓦兹省，东临阿登省和马恩省，西南至塞纳-马恩省，东北部与比利时接壤。
与派西接壤的市镇（或旧市镇、城区）包括：布尔和科曼、塞尼昂洛努瓦、谢尔米济亚耶、屈西和热尼、穆兰、乌什拉瓦莱富隆、瓦索涅、旺德雷斯-博尔讷。

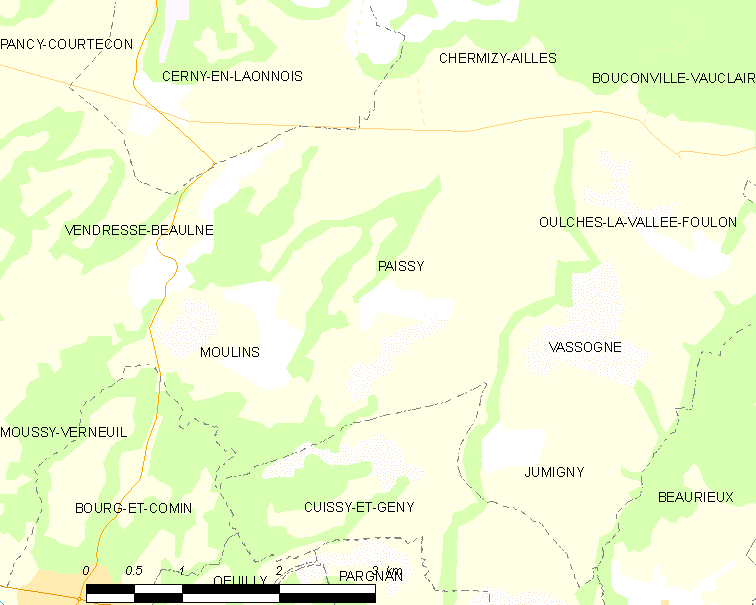
派西的OSM定位图

派西的时区为UTC+01:00、UTC+02:00（夏令时）。

## 行政
派西的邮政编码为02160，INSEE市镇编码为02582。

## 政治
派西所属的省级选区为埃纳河畔新城县。

## 人口

1962-2008年间派西人口变化图示

派西于2022年1月1日时的人口数量为79人。